# Лоттер, Иоганн Георг
Иоганн Георг Лоттер (1699 (в ЭСБЕ годом рождения неверно указан 1712), Аугсбург — 1 апреля 1737, Санкт-Петербург) — германский историк, значительную часть жизни проведший в России.
Его точная дата рождения и происхождение неизвестны: считается, что он родился в Аугсбурге около 1699 года в семье либо менялы, либо печатника. После окончания гимназии им. Святой Анны поступил в университет Галле, который окончил в 1723 году, после чего отправился в Лейпцигский университет, где занимался преподаванием и вскоре стал асессором на философском факультете и вступил сначала в Лейпцигское, а затем и в Берлинское научное общество.
В 1734 году был приглашён в Российскую империю из Германии с целью возглавить кафедры ораторского искусства и древней истории в Санкт-Петербургской академии наук, прибыв туда спустя год. Почти сразу же после прибытия, однако, на него была возложена задача составить подробное жизнеописание царя Алексея Михайловича, отца Петра Великого. Эта работа не была окончена по причине скорой смерти Лоттера от нервного истощения, приобретённого во время работы над ней; её рукопись была сохранена в библиотеке Академии наук. Он также является автором нескольких десятков исторических сочинений, написанных на немецком и латинском языках.